# ボルゴラヴェッツァーロ
ボルゴラヴェッツァーロ（伊: Borgolavezzaro）は、イタリア共和国ピエモンテ州ノヴァーラ県にある、人口約2,000人の基礎自治体（コムーネ）。

## 地理

### 位置・広がり
| 隣接するコムーネは以下の通り。括弧内のPVはパヴィーア県所属を示す。 - アルボネーゼ (PV) - チラヴェーニャ (PV) - ニコルヴォ (PV) - ロッビオ (PV) - トルナコ - ヴェスポラーテ |